# Relieve de Brasil

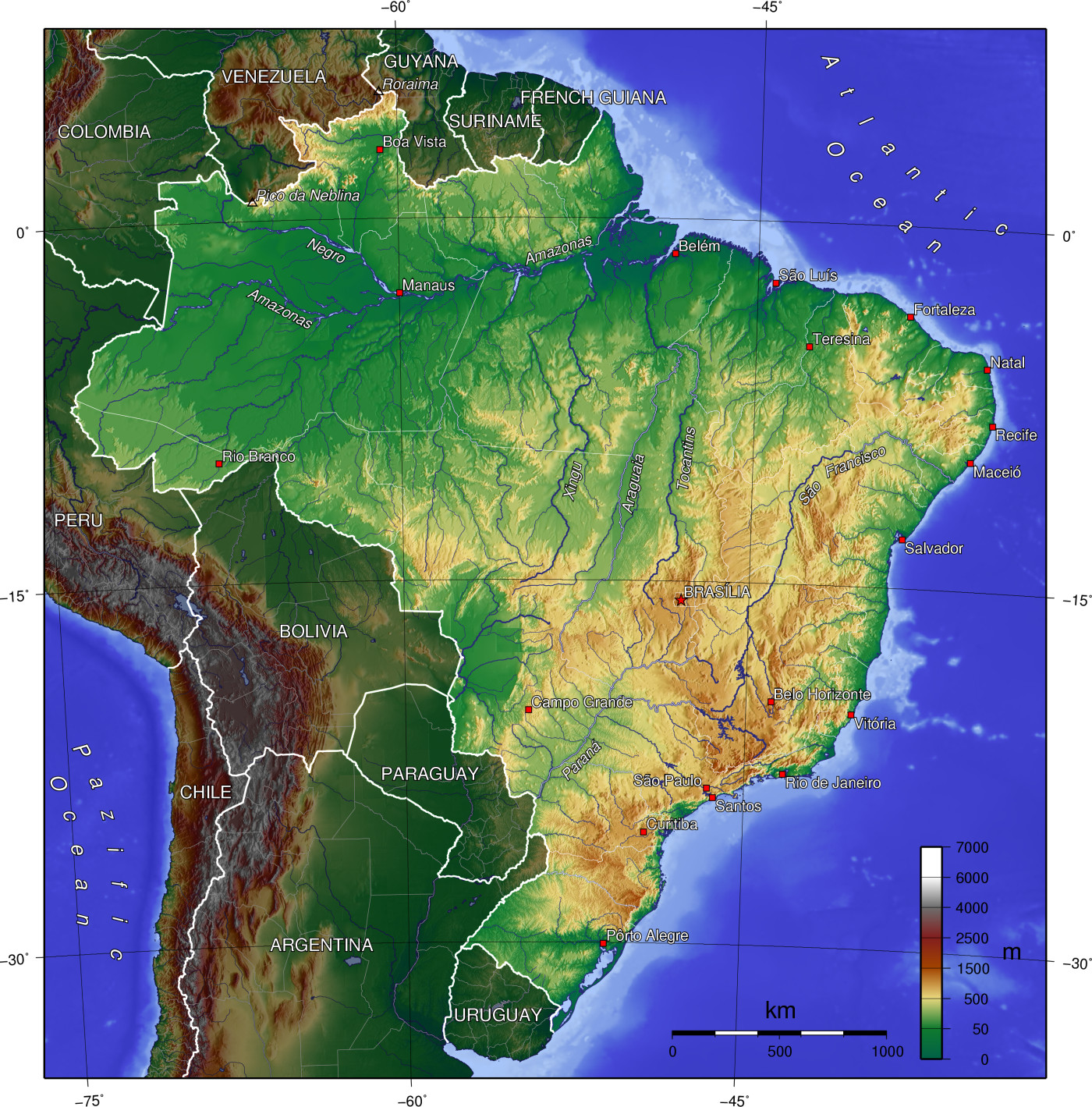
Relieve brasileño.

El relieve de Brasil es de formación muy antigua y resulta principalmente de actividades internas del planeta Tierra y de varios ciclos climáticos. Es un dominio de estudios y conocimientos sobre todos los planaltos y llanuras del territorio del país, resultantes de las formaciones de la litosfera en Brasil.
El Brasil es un país de altitudes modestas. Cerca de 40% de su territorio se encuentra por debajo de los 200 m de altitud, el 45% entre 200 y 600 m, y el 12%, entre 600 y 900 m. No presenta grandes formaciones montañosas, pues no existe ningún plegamiento moderno en su territorio. Tradicionalmente, el relieve de Brasil se divide en consonancia con la clasificación de Ab'Saber, respetado geógrafo paulista, pionero en la identificación de los grandes dominios morfoclimáticos nacionales. Su clasificación identifica dos grandes tipos de unidades de relieve en el territorio brasileño: planaltos o mesetas y llanuras.
Más recientemente, con los levantamientos detallados sobre las características geológicas, geomorfológicas, de suelo, de hidrografía y vegetación del país, fue posible conocer más profundamente el relieve brasileño y llegar a una clasificación más detallada, propuesta, en 1989, por el profesor Jurandyr Ross, del Departamento de Geografía de la Universidad de São Paulo. En la clasificación de Ross, son consideradas tres principales formas de relieve: planaltos, llanuras y depresiones.
Las dos subsecciones siguientes detallan ambas clasificaciones.

## Relieve segúnAziz Ab'Saber

### Planaltos
Los planaltos ocupan aproximadamente 5.000.000 km² y se distribuyen básicamente en dos grandes áreas, separadas entre sí por llanuras y platós: el Planalto de las Guianas y el Planalto Brasileño.

#### Planalto de las Guianas

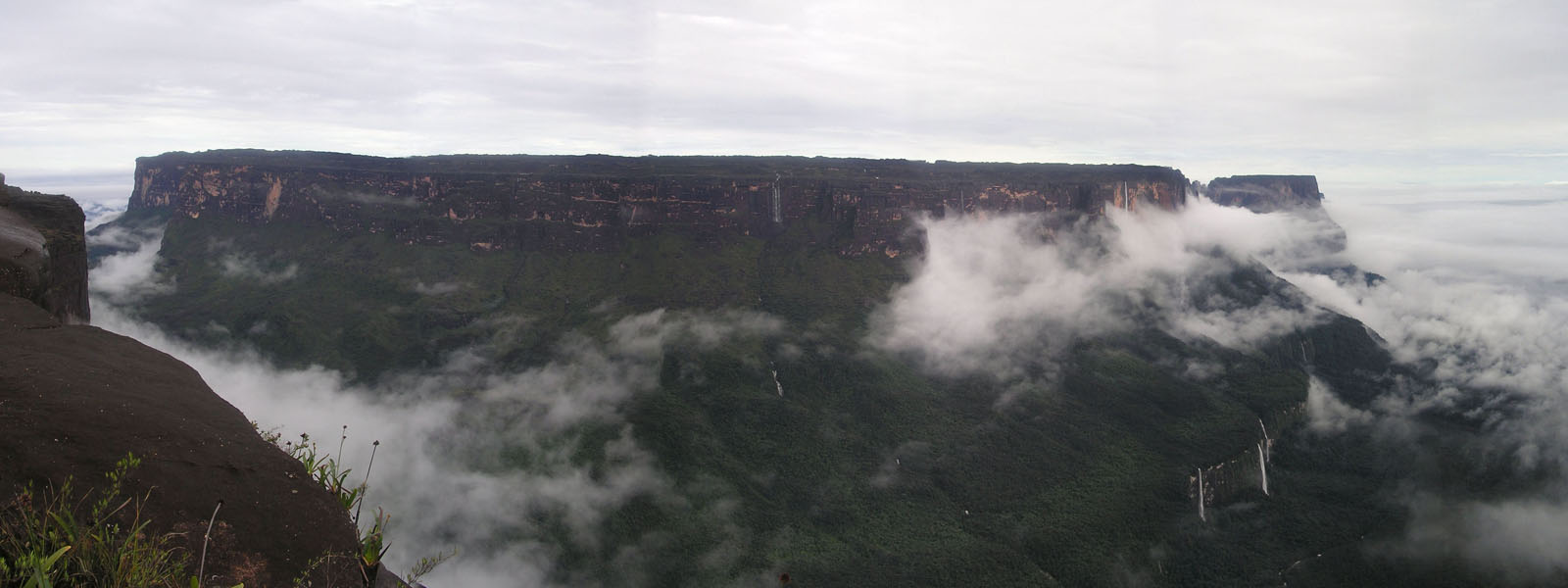
Vista aérea del Monte Roraima.

El Planalto de las Guianas se sitúa en la parte norte del país, extendiéndose también por Venezuela, Guiana, Suriname y Guiana Francesa. Parte integrante del escudo de la Guianas, presenta rocas cristalinas muy antiguas (del periodo Pre-Cambriano), intensamente desgastadas. Puede ser dividido en dos grandes unidades:
- Región serrana, situada en los límites septentrionales del planalto. Como el propio nombre indica, se presenta como una línea de sierras, generalmente con más de 2.000 metros de altitud. En esa región, en la sierra del Imeri o Tapirapecó, se localiza el Pico de la Neblina, con 2.994 metros, punto más alto de Brasil. Forman parte de ese planalto, aún, las sierras de Parima, Pacaraima, Acaraí y Tumucumaque;

- Planalto Norte Amazónico, situado en el sur de la región serrana, caracterizado por altitudes modestas, inferiores a 800 metros, intensamente erosionadas y recubiertas por la densa selva amazónica.

#### Planalto Brasileño
El Planalto Brasileño es un vasto planalto que se extiende por toda la porción céntrica de Brasil, prolongándose hasta el nordeste, este, sudeste y sur del territorio. Está constituido principalmente por terrenos cristalinos, muy desgastados. Por ser tan extenso, se divide en Planalto Central, Planalto Meridional, Planalto de la Borborema, Sierras y Planaltos del Este y Sudeste, Planalto del Medio-Norte y Escudo Sur-Riograndense.

#### Planalto Central

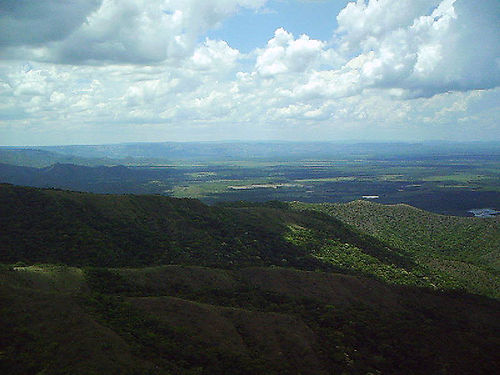
Chapada de los Guimarães.

El Planalto Central, en la porción central del país, se caracteriza por la presencia de terrenos cristalinos (del Pre-Cambriano) que alternan con terrenos sedimentarios del Paleozoico y del Mesozoico. En esa región aparecen diversos planaltos, pero las características más marcadas son las chapadas, principalmente las de los Parecis, de Guimarães, de los Pacaás Nuevos, de los Veadeiros y el Espigão Mestre, que sirve como divisoria de aguas de los ríos San Francisco y Tocantins.

#### Planalto Meridional
Lo Planalto Meridional, situado en las tierras bañadas por los ríos Paraná y Uruguay, en la región Sur, se extiende parcialmente por las regiones Sudeste y Centro-Oeste. Está dominado por terrenos sedimentarios recubiertos parcialmente por lavas volcánicas (basalto). En esa porción del relieve brasileño, existen extensas cuestas enmarcando la cuenca de Paraná. Presenta dos subdivisiones: el planalto Arenito-basáltico, formado por terrenos del Mesozoico (areníticos y basálticos) fuertemente erosionados, y la depresión periférica, banda alargada y deprimida entre el planalto Arenito-basáltico, a oeste y el Planalto Atlántico, al este.

#### Planalto Nordestino
Lo Planalto Nordestino es una región de altitudes modestas (de 200 m a 600 m) en que se alternan sierras cristalinas, como las de la Borborema y de Baturité, con extensas chapadas sedimentarias, como las del Araripe, del Ibiapaba, del Apodi y otras.

#### Sierras y Planaltos del Este y del Sudeste

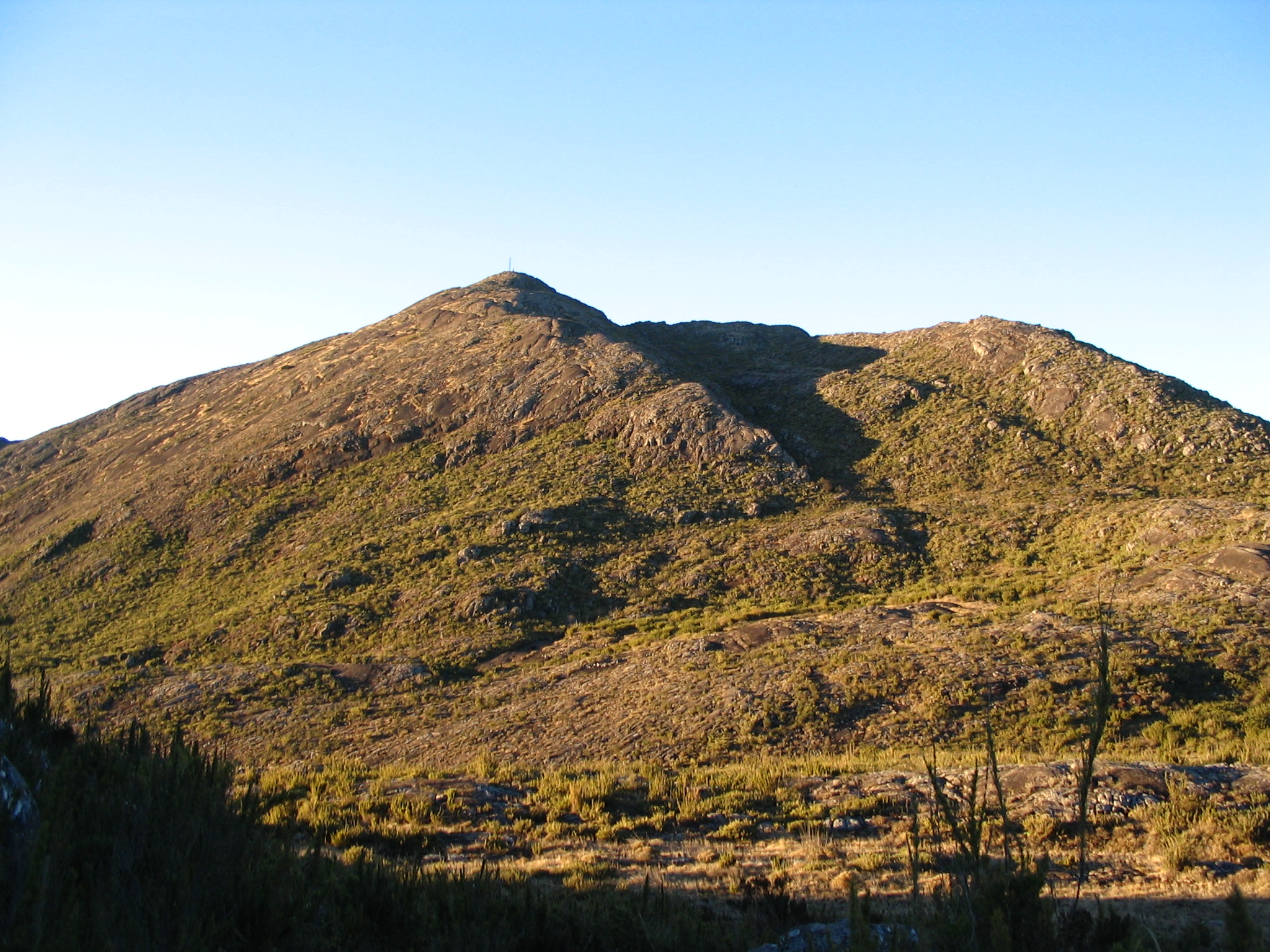
Pico de la Bandera.

Las Sierras y Planaltos del Este y del Sudeste, están localizados próximos al litoral, formando el mayor conjunto de tierras altas del país, que se extiende del nordeste hasta Santa Catarina. Los terrenos son muy antiguos, datando del periodo Pre-Cambriano, e integran las tierras del escudo Atlántico. Merecen destacarse, en esa región, las sierras del Mar, de la Mantiqueira, del Espinhaço, las chapadas Diamantina, de Caparaó o de la Chibata, donde se encuentra el Pico de la Bandera, con 2.890 metros, uno de los más elevados del relieve de Brasil. Esas montañas, altas para los patrones brasileños, alcanzan la altitud de los plegamientos modernos, siendo consecuencia de los movimientos diastróficos (movimientos de amplitud mundial que produjeron transformaciones en el relieve de los continentes) ocurridos en el Arqueozoico. En muchos tramos, esas sierras desgastadas aparecen como verdaderos "mares de morros" o "panes de azúcar".

#### Planalto del Maranhão-Piauí
El Planalto del Maranhão-Piauí (o del Medio-Norte) se sitúa en la parte sur y sudeste de la cuenca sedimentaria del Medio-Norte. Aparecen, en esa área, varios planaltos sedimentarios de pequeña altitud, además de algunas cuestas.

#### Escudo Sur-Riograndense
El Escudo Sur-Riograndense aparece en el extremo sur del Río Grande del Sur y está constituido por terrenos cristalinos con altitudes de 200 a 400 metros, caracterizando una sucesión de colinas poco salientes, conocidas localmente por coxilhas, o aún accidentes más  elevados, conocidos como cerros.
(serros)

### Llanuras
Las llanuras cubren más de 3.000.000 de km² del territorio brasileño. Se dividen en tres grandes áreas: la Llanura Amazónica, la llanura litoral y el Pantanal Matogrossense.

#### Llanura Amazónica

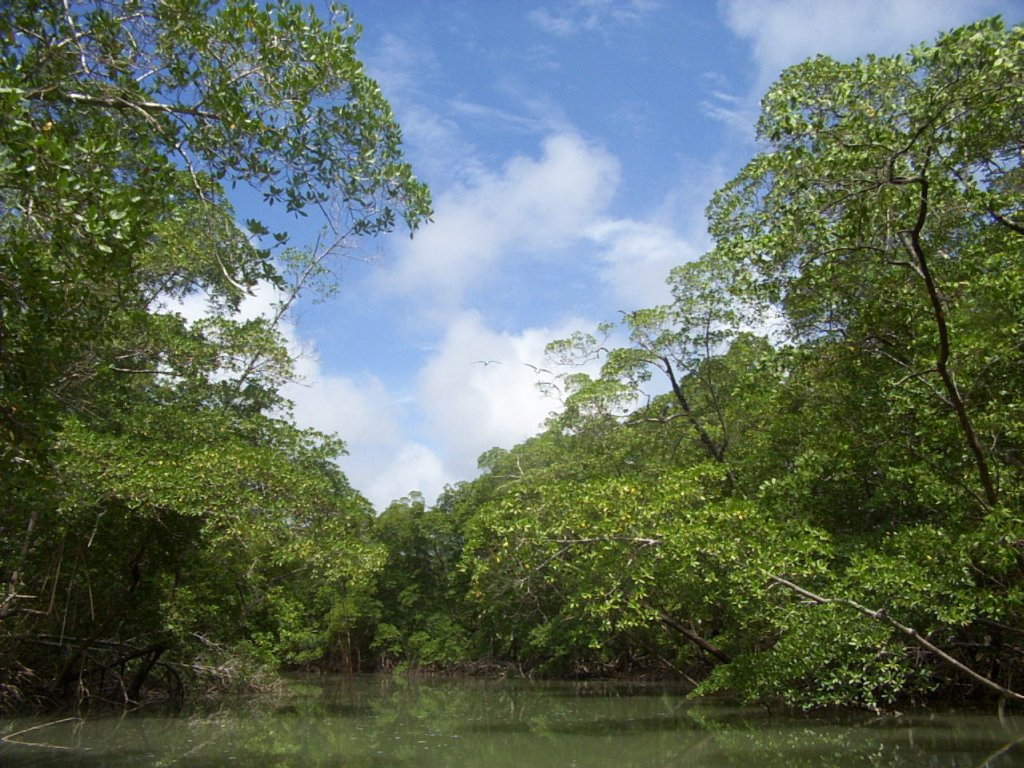
Río Amazonas en Brasil.

La más extensa área de tierras bajas brasileñas está situada en la región Norte. Se trata de la llanura Amazónica y planaltos circundantes, localizados entre el planalto de las Guianas (al norte), el planalto Brasileño (al sur), el océano Atlántico (al este) y la cordillera de los Andes (al oeste).
La llanura, propiamente dicha, ocupa sólo una pequeña parte de esa región, extendiéndose por los márgenes del río Amazonas y sus afluentes. Alrededor de ella aparecen vastas extensiones de bajos-platós, o bajos-planaltos sedimentarios.
Observándose la disposición de las tierras de la llanura en el sentido norte-sur, se identifican tres niveles altimétricos en el relieve:
- Várzeas, junto al margen de los ríos, presentándose terrenos de formación reciente, que sufren inundaciones frecuentes, las cuales siempre renuevan la lámina del suelo;

- Tesos o terrazas fluviales, cuyas altitudes no pasan los 30 m y que son periódicamente inundados;

- Bajos-planaltos o platós, conocidos localmente por tierras firmes, a salvo de las inundaciones comunes, formados por terrenos del Terciario.

#### Llanura del Pantanal

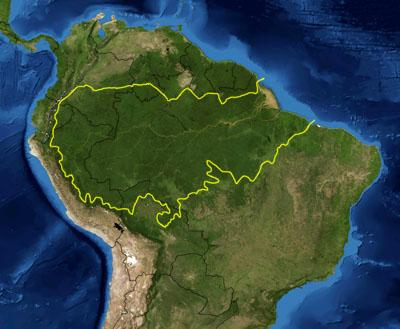
Mapa de la ecorregião de la Amazônia. Los límites de la ecorregión amazónica son mostrados en amarillo. Imágenes: NASA.

De más típica de las llanuras brasileñas es la llanura del Pantanal, constituida por terrenos del Cuaternario, situada en la porción oeste de Mato Grosso del Sur y una pequeña extensión del suroeste de Mato Grosso, entre los planaltos Central y Meridional. Cómo está bañada por el río Paraguay y sus afluentes, es inundada anualmente con ocasión de las crecidas, cuando un gran manto freático recubre casi toda la región.
Las partes más elevadas del Pantanal son conocidas por el nombre indebido de cordilheiras y las partes más deprimidas constituyen las bahías o anchos. Esas bahías, durante las crecidas, abrigan lagunas que se unen a través de canales conocidos como corixos.

#### Llanura Litoral
Las llanuras y tierras bajas costeiras forman una larga y estrecha faja litoral, que va desde el Amapá hasta el Río Grande del Sur. En algunos puntos de esa extensión, el planalto avanza en dirección al mar e interrumpe la zona de llanura. Aparecen, en esos puntos, acantilados, que son barreras a la orilla resultantes de la erosión marina.
La llanura costera está constituida por terrenos del Terciario, que se presentan como barreras o tableros, y por terrenos actuales o del Cuaternário, en las bajadas. Las bajadas son frecuentes en el litoral y las más extensas son la Fluminense, la Santista, la de la Ribeira de Iguape y la de Paranaguá.
Las llanuras costeras dan origen, básicamente, a las playas, pero también a dunas, restingas, manglares y otras formaciones.

## Relieve según Jurandyr Ross
Habiendo participado del Proyecto Radam y teniendo en consideración la clasificación de Ab'Sepa, Jurandyr Ross propuso una división del relieve de Brasil tan detallada como los nuevos conocimientos adquiridos sobre el territorio brasileño en los dos primeros proyectos. Por eso  es más compleja que las anteriores. Su propuesta es importante porque resulta de un trabajo realizado con el uso de técnicas modernas, que permiten saber con más conocimiento como está formado el relieve brasileño. Ese conocimiento es fundamental para varios proyectos (explotación de recursos minerales, agricultura) desarrollados en el país.
Ross profundizó el criterio morfoclimático de la clasificación de Ab'Sepa, que pasó a formar parte de un conjunto de otros factores, como la estructura geológica y la acción de los agentes externos del relieve, pasados y presentes. Esta tercera clasificación considera también el nivel altimétrico, ya utilizado por el profesor Aroldo de Azevedo, aunque las cotas de altitud sean diferentes de las anteriores.
De ese modo, la clasificación de Jurandyr Ross está basada en tres maneras diferentes de explicar las formas de relieve:
- morfoestrutural: tiene en cuenta la estructura geológica;

- morfoclimática: considera el clima y el relieve;

- morfoescultural: considera la acción de agentes externos.

Cada uno de esos criterios creó un "grupo" diferente de formas de relieve, o tres niveles, que fueron llamados de taxones y obedecen a una jerarquía.
- 1º taxón: Considera la forma de relieve que se destaca en determinada área — planalto, llanura y depresión.

- 2º taxón: Toma en consideración la estructura geológica donde los planaltos fueron modelados — cuencas sedimentes, núcleos cristalinos arqueados, cinturones orogénicos y coberturas sedimentarias sobre el basamento cristalino.

- 3º taxón: Considera las unidades morfoesculturales, formadas tanto por llanuras como por planaltos y depresiones, usando nombres locales y regionales.

El relieve de determinada región depende de su estructura morfológica. Habiendo sido hecha una nueva clasificación del relieve, y corresponde un nuevo análisis de la estructura geológica brasileña.
Las nuevas 28 unidades del relieve brasileño fueron divididas en once planaltos, seis llanuras y once depresiones.

### Planaltos
Comprenden la mayor parte del territorio brasileño, siendo la gran mayoría considerada vestigios de antiguas formaciones erosionadas. Los planaltos son llamados de "formas residuales" (de residuo, o sea, de lo que quedó del relieve atacado por la erosión). Podemos considerar algunos tipos generales:
- Planaltos en cuencas sedimentarias, como el Planalto de la Amazonia Oriental, los Planaltos y Chapadas de la Cuenca del Parnaíba y los Planaltos y Chapadas de la Cuenca de Paraná. Pueden estar limitados por depresiones periféricas, como la Paulista, o marginales, como Norte-Amazónica.

- Planaltos en intrusiones y coberturas residuales de la plataforma (escudos): Son formaciones antiguas de la era Pre-Cambriana, poseen gran parte de su extensión recubierta por terrenos sedimentarios. Tenemos como ejemplos los Planaltos Residuales Norte-Amazónicos, llamados de Planalto de las Guianas en las clasificaciones anteriores.

- Planaltos en núcleos cristalinos arqueados. Son planaltos que, aunque aislados y distantes uno de los otros, poseen la misma forma, ligeramente redondada. Podemos citar como ejemplo el Planalto de la Borborema.

- Planaltos de los cinturones orogénicos: son los planaltos situados en las fajas de orogenia antigua correspondientes a relieves residuales por litologías diversas, casi siempre metamórficas asociadas a rocas intrusivas. Estas unidades están en áreas de estructuras plegadas correspondientes a los cinturones Paraguay-Araguaia, Brasilia y Atlántico. En esos planaltos se encuentran incontables sierras, asociadas a residuos de estructura plegadas intensamente, atacadas por procesos erosivos. Como ejemplo tenemos; los planaltos y sierras de Atlántico este-sudeste, los planaltos y sierras de Goiás-Minas y Las Sierras residuales del alto Paraguay.

### Depresiones
En los límites de las cuencas con los macizos antiguos, procesos erosivos formaron áreas erosionadas, principalmente en la Era Cenozoica. Son las depresiones, once en el total, que reciben nombres diferentes, conforme sus características y localización.
- Depresiones periféricas: En las regiones de contacto entre estructuras sedimentarias y cristalinas, como, por ejemplo, la Depresión Periférica Sur-Río-Grandense.

- Depresiones marginales: En los márgenes de los rebordes de cuencas sedimentarias, esculpidas en estructuras cristalinas, como la Depresión Marginal Sur-Amazónica.

- Depresiones interplanálticas: Son áreas más bajas en relación con los planaltos que las circundan, como la Depresión Sertaneja y del San Francisco .

### Llanuras
En esa gran clasificación parte de lo  que era considerado llanura pasó a ser clasificada como depresión marginal. Con eso las unidades de las llanuras ocupa ahora una porción más pequeña en el territorio brasileño. Podemos distinguir:
- Llanuras costeras: Encontradas en el litoral como las Llanuras y Tableros Litorales.

- Llanuras continentales: Situadas en el interior del país, como la Llanura del Pantanal. En la Amazonia, son consideradas llanuras las tierras situadas junto a los ríos. El profesor Aziz Ab'Sepa ya hacía esta distinción, llamando las várzeas a las llanuras típicas y las otras áreas de bajos-platós.

## Relieve Brasileño
Los puntos más altos del relieve brasileño (que, en el general, está marcado por bajas altitudes) son: e Pico de la Neblina (con 2993,78 metros de altitud) y el Pico 31 de Marzo (con 2972,66 m de altitud).
Las bajas altitudes de los relieves brasileños son debido a que Brasil está situado sobre una enorme placa tectónica donde no hay choque con otras placas, que originan los llamados plegamientos modernos, que resultan del movimiento de colisión entre placas, donde una empuja a la otra en el llamado movimiento convergente.
Además de divisores de aguas de las cuencas fluviales del Orinoco (en Venezuela) y del Amazonas (afluentes del margen izquierdo, al norte), sirven de fronteras entre el Brasil y los países vecinos al norte: Venezuela, Guiana, Suriname y Guiana Francesa.
El relieve brasileño se presenta en:
- Planaltos – superficies elevadas y aplanadas, marcadas por escarpas donde el proceso de desgaste es superior al de acúmulo de sedimentos.
- Llanuras – superficies relativamente planas, donde el proceso de deposición de sedimentos es superior al de desgaste.
- Depresión Absoluta - región que queda por debajo del nivel del mar.
- Depresión Relativa – queda por encima del nivel del mar, sin embargo por debajo de las regiones que les están próximas. La periferia paulista, por ejemplo, es una depresión relativa.
- Montañas – elevaciones naturales del relieve, pudiendo tener varios orígenes, como fallas o pliegues.

PLANALTOS
- Planalto de las Guianas
- Planalto Brasileño
- Planalto Central
- Planalto Meridional
- Planalto Nordestino
- Sierras y Planaltos del Este y del Sudeste
- Planalto del Maranhão-Piauí
- Escudo Sur-Riograndense

1. LLANURAS

- Llanura Amazónica
- Llanura del Pantanal
- Llanura Litoral

## Depresiones del relieve brasileño
Bajo el punto de vista de la influencia de la estructura geológica en las formas de relieve, o sea, morfoestructuralmente, en la región Centro-Oeste y en Medio-Norte de Brasil surgen las chapadas con sus topes horizontales y pendiente acentuada en los rebordes. Las chapadas del Centro-Oeste, como en la de los Parecis y de Guimarães, son divisores de aguas entre las Cuencas Amazónicas,  Platina, del río San Francisco y del río Tocantins.
En el Nordeste Oriental la Depresión Sertaneja y del río San Francisco sufrieron transgresión marina, lo que contribuyó a la presencia de fósiles de reptiles gigantescos en la Chapada del Araripe y en yacidas de sal gema (clorato de sodio) encontrado en el subsuelo. En la historia de Brasil, tales yacimientos de sal gema eran llamados de “barreiros” –  facilitaron la expansión de la ganadería por el Sertão del Nordeste y por el Piauí, a través de los ejes de los ríos San Francisco y Parnaíba.
En el Sur y Sudeste de Brasil, las depresiones dibujan un surco, representado por la Sierra General, separando los terrenos del Planalto Cristalino (continuación de la Sierra del Mar en el sur) de los terrenos del Planalto Arenito-Basáltico. Entre este y el Planalto Volcánico hay una línea de “cuestas”, relieve disimétrico producto de erosión diferencial sobre capas de rocas de resistencias diferentes a los agentes externos del relieve.
Las “cuestas” presentan una zona inclinada a un lado (frente de cuesta) y otra levemente inclinada. Esta escarpa levemente inclinada está constituida de rocas magmáticas metamórficas más resistentes a la erosión. Por otro lado, el frente de una cuesta está formado por terrenos menos resistentes.

### Recursos hídricos brasileños
El Brasil es un país de grandes recursos hídricos – 35.000 m³ per cápita, mientras en Alemania es de sólo 1.500 m³ per cápita; y posee el 15% del agua dulce del mundo. Sin embargo, algunos ríos ya están bastante polucionados, como los ríos Tieté (en São Paulo) y Paraíba del Sur y el Río Arrudas (en Bello Horizonte). Las cuencas fluviales comprenden el río principal (en nivel de altitud más bajo) y sus afluentes (en nivel más alto), así como toda la superficie drenada por ellos. El drenaje de las cuencas fluviales brasileñas es exorreica, es decir, el nivel de base del río principal corresponde al nivel del mar, donde está la boca o desembocadura de los ríos principales. La boca de los ríos brasileños es sobre todo en estuario: desaguan en el mar en un solo ramal. Una excepción es el río Parnaíba, entre el Maranhão y el Piauí, que desagua en delta, con varias embocaduras en el océano.
Algunos atributos de los recursos hídricos brasileños y de su utilización deben ser evidenciados:
- El Brasil presenta el tercer mayor potencial hidreléctrico de la Tierra, visto que la mayoría de sus ríos son de planalto. La excepción es el río Paraguay, que es de llanura. De los 255.000 MW de potencial están aprovechándose cerca del 25%. El río de mayor aprovechamiento hidreléctrico es el Paraná, exactamente para atender a la demanda energética del Sudeste. La cuenca de mayor potencial es la Amazónica.
- Aunque haya muchos ríos navegables, las hidrovías representan los medios de transportes menos utilizados en nuestro país, al contrario de lo que ocurre en países de dimensiones continentales, pues son los transportes más baratos y con mayor capacidad de carga.

- El régimen de los ríos brasileños es, en su mayor parte, pluvial. Solamente el río Solimões y parte de sus afluentes son de régimen mixto, es decir, tiene su volumen de aguas condicionado a las nieves de la Cordillera de los Andes y a las lluvias.
- Sólo en las Cuencas del Nordeste y pequeña parte de las Cuencas de Este, donde existe el clima semiárido con sus lluvias escasas e irregulares, en el área del Polígono de las Sequías, es en el que se localizan ríos temporales o intermitentes, es decir, cuyos lechos quedan secos en largas estiajes Por lo tanto, la mayoría de los ríos brasileños es permanente o perene.

### Cuencas hidrográficas

#### Cuenca amazónica

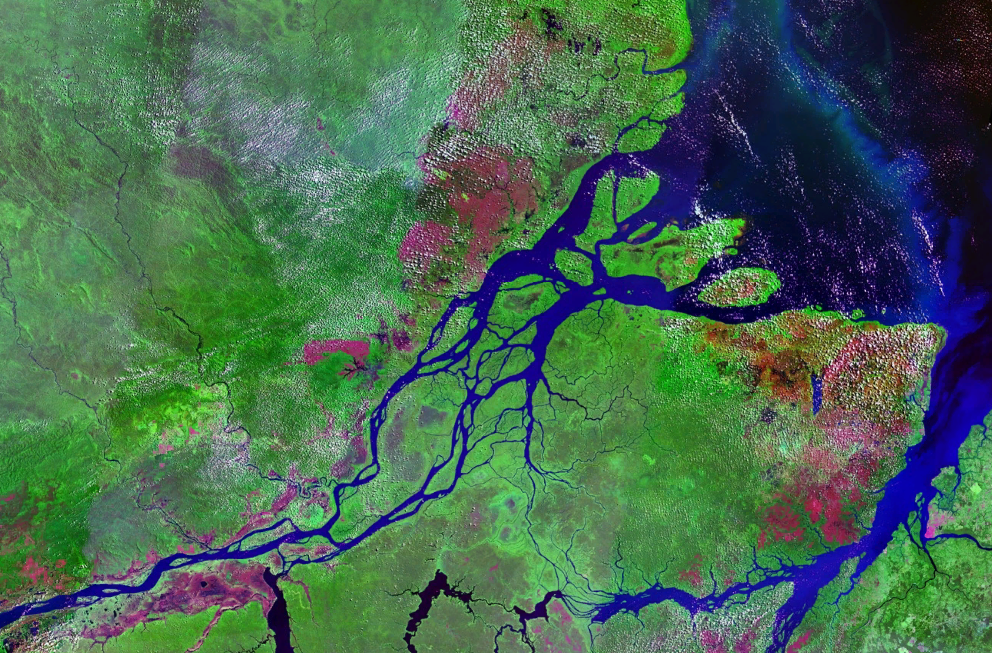
La boca del Amazonas.

Es el de mayor potencial hídrico de Brasil debido a sus afluentes, sobre todo los del margen derecho (al sur del Amazonas) que, al descender de los planaltos, forman cascadas y rápidos. El río Amazonas es un auténtico río de llanura – el Bajo Amazonas es una hidrovía natural transportando bauxita (mineral de aluminio) para fábricas eletrometalúrgicas del Pará.
Otra hidrovía importante es la del río Madeira, que forma parte del transporte intermodal para el transporte de las cosechas agrícolas del norte de Mato Grosso. El transporte intermodal representa la diversificación de las diversas modalidades de transportes, según una logística de adaptación mayor a las condiciones naturales de las regiones servidas por ellas (ex: una región como la Amazonia tiene muchos ríos navegabais que pueden ser transformados en hidrovías), reduciendo los costes por la mayor capacidad de carga y más pequeño consumo de combustible. Además de eso, las diferencias de fletes y de la velocidad de los medios de transportes amplían el abanico de opciones de los productores en el transporte de sus mercancías.
El mayor choque ambiental de la Amazonia fue  la construcción de la Represa de Balbina, que inundó un área enorme como la Represa de Tucuruí produciendo, sin embargo, 31 veces menos energía que la de Tucuruí. Los ambientalistas afirman que el río Uatumã será destruido con el tiempo; la descomposición de la floresta sumergida por la represa matará sus peces. [carece de fuentes?]gran parte de la reserva indígena de los Waimiri-Atroari fue inundada.
Principales ríos: Amazonas, Solimões, Negro, Xingu, Tapajos.

#### Cuenca del Tocantins- Araguaia
Es la tercera mayor hidrográfica brasileña en potencia hidroeléctrica (28.300 MW, tras la Amazónica y la de Paraná). Las fábricas hidroeléctricas de esta cuenca son la de Tucuruí (la mayor de la Eletronorte, produciendo 8.000 MW, la mayoría subsidiada de  las electrometalúrgicas de aluminio, . . . voraces consumidoras de energía), en el río Tocantins (PA) y en la de S. Félix, en el río Araguaia.
La Cuenca del Tocantins-Araguaia comprende todos los recursos hídricos que desaguan en los ríos Tocantins y Araguaia. La cuenca ocupa una superficie de 967.059 km², lo que la hace la mayor entre aquellas que se encuentran totalmente dentro del territorio brasileño, envolviendo los Estados de Goiás, Mato Grosso, Tocantins, Maranhão, Pará y el Distrito Federal. 
Aproximadamente el 9,5% del territorio brasileño es drenado por la Cuenca del Tocantins-Araguaia. Diversos lugares de los recorridos por los ríos Tocantins y Araguaia  poseen un bajo poblamiento, por eso los mismos son de gran relevancia para las personas, principalmente para la comunicación, a pesar de no ser todos los tramos que ofertan condiciones viables de navegación. 
En cuanto al potencial de navegación de la cuenca, aún con adversidades, existe un proyecto que visa la implantación de una hidrovía sobre la misma. Tal emprendimiento recibió el nombre de hidrovía Cuenca del Tocantins-Araguaia. Su ejecución aún no ocurrió en el transcurso de cuestiones técnicas relacionadas al régimen de las aguas durante el año (lcrecidas y vazantes), además de los impactos ambientales que podrían generarse. 
En los primeros años de la década de los 80, fue concluida e inaugurada la fábrica hidroeléctrica de Tucuruí, teniendo como recurso hídrico fundamental, el río Tocantins. Después de su inauguración, la misma se convirtió en la segunda mayor fábrica hidroeléctrica de Brasil, además de ser una de las grandes obras oriundas del periodo de la dictadura. 
Para que el megaproyecto fuera ejecutado, hubo grandes impactos ambientales: enormes superficies cubiertas por florestas fueron inundadas por las aguas de la represa, formando el lago de Tucuruí.
La cuenca del Río Plata posee una superficie de 3.200.000 km², es la quinta mayor cuenca hidrográfica del mundo y la segunda mayor del continente.
Su extensión es de 275 km, su anchura máxima es de 221,5 km y su flujo es superior a 22.000 m³/s Abarca importantes rangos territoriales de la Argentina, Brasil, Paraguay, Bolivia y Uruguay.

### Cuenca del Plata
Los tres principales ríos (algunos de los más extensos del mundo) que forman la cuenca del Río Plata son Paraná (4352 km de extensión), Paraguay (2459 km) y el Uruguay (1600 km). El estuario (lugar donde las aguas de ríos y océanos se encuentran) formado por ellos es el mayor del mundo, su límite exterior mide 256 km y está localizado frente a Montevideo. Este conjunto hidrográfico es navegable por embarcaciones de diferentes portes.
En media, la profundidad de la cuenca del Plata es variable (3 y 6m), siendo que en la corriente principal la profundidad puede llegar a 11m. El lecho del río está marcado por la presencia de varios bancos de arena.
La cuenca del Río Plata contiene ecosistemas lclaves. El pantanal (compartido por Brasil, Bolivia y Paraguay) es el depósito de una enorme riqueza biológica y actúa como regulador del sistema hidrológico de la cuenca del Plata al retardar, en 4 meses, el acceso al río Paraná de las aguas del río Paraguay y, de esta manera, evitando la conjunción de los periodos de máximas aguas de ambos ríos. Otros ecosistemas que componen esta cuenca son la pampa, el chaco, el cerrado y a mata atlántica.
Esta cuenca sirve de vivienda a decenas de millones de habitantes, de esta forma, la interacción del ser humano con ella, a lo largo del tiempo y de forma incontrolada, ha provocado cambios significativos tanto para la cuenca como también para la calidad de vida de sus habitantes. Actualmente, los países que ella comprende estudian alguna forma de aprovechar el Acuífero Guaraní de manera sostenible, con el objetivo de preservar la cuenca para las futuras generaciones y, así, asegurar el suministro de agua potable a sus habitantes.
Según datos del Fondo Mundial para la Naturaleza (WWF), la cuenca del Plata consta en la lista de las diez cuencas más amenazadas del planeta, debido a gran cantidad de presas que en ella existen y la utilización de sus ríos como hidrovías. Estas actividades ponen en riesgo la rica biodiversidad de la cuenca y de los ríos que la compone.

#### Cuenca de Paraná

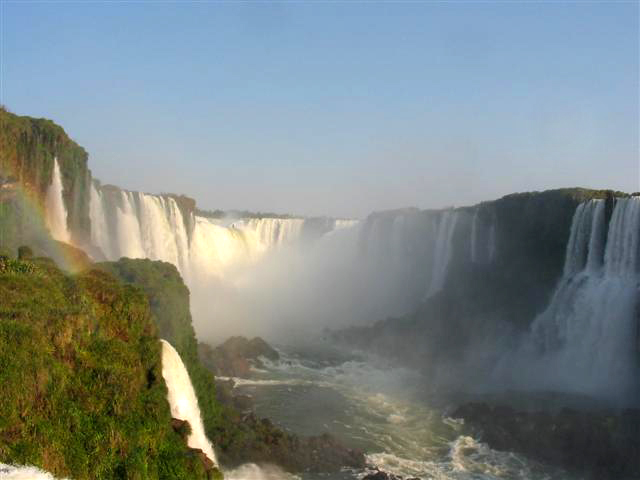
Las Cataratas del Iguazú, en la Cuenca de Paraná.

Es importante por el área drenada (la mayor del Sudeste), por la extensión y volumen (es el segundo de Sudamérica, tras la Cuenca Amazónica), por el aprovechamiento hidroeléctrico (el mayor de Brasil, 61.7% del total) e hidroviario.
De los afluentes del margen izquierdo del río Paraná sobresalen los ríos Tieté y Paranapanema. El río Tieté tuvo un papel histórico fundamental en la conquista del interior, en el llamado bandeirismo de monções con destino a Mato Grosso y Goiás – en aquella época era llamado de Anhembi. Baña y aprovisiona (por la Represa de Guarapiranga) a la mayor metrópoli de Sudamérica, la ciudad de São Paulo, pero por ella es polucionado con el lanzamiento de desechos domésticos e industriales.
El río Tieté es importante actualmente por el aprovechamiento hidroeléctrico y por el transporte hidroviario, este facilitado por la construcción de esclusas (ya que es un río de planalto). Las cargas pueden ser transportadas de São Paulo a Buenos Aires, en la Argentina. Agroindustrias se instalan junto a los ríos Tieté y Paranaíba con sus silos y almacenes, a fin de disminuir los costes de transportes de mercancías tanto para el mercado interno como para el externo (Mercosur). Las hidrovías presentan costes más pequeños que los otros medios de transportes (un remolcador llevando cuatro pesadas cargadas de mercancías equivale a 240 carretas en una carretera).

#### Cuenca del río Paraguay
Una de las características del río Paraguay (un río de llanura), en casi toda su extensión, consiste en la regularidad presentada por la variación periódica de su régimen. Los factores que contribuyen al hecho son: la regularidad de las lluvias periódicas anuales, la extensa zona de inundación y represamiento, representada por la Llanura del Pantanal, las lluvias abundantes y el papel almacenador de las chapadas de terrenos porosos.
Además de la importancia económica del río Paraguay como hidrovía, debemos mencionar el ecoturismo.

#### Cuenca del Uruguay
El río Uruguay surge de la unión de los ríos Canoas y Pelotas; su alto curso es límite entre Río Grande del Sur y SC; el medio Uruguay, entre Brasil y Argentina. El Alto Uruguay fue área de colonización mixta alemana e italiana; en esta área se sitúan ciudades importantes por la agroindustria. La Cuenca de Uruguay presenta alto potencial hidroeléctrico y pocos tramos navegables teniendo sólo importancia económica regional.

#### Cuenca Fluvial delSan Francisco

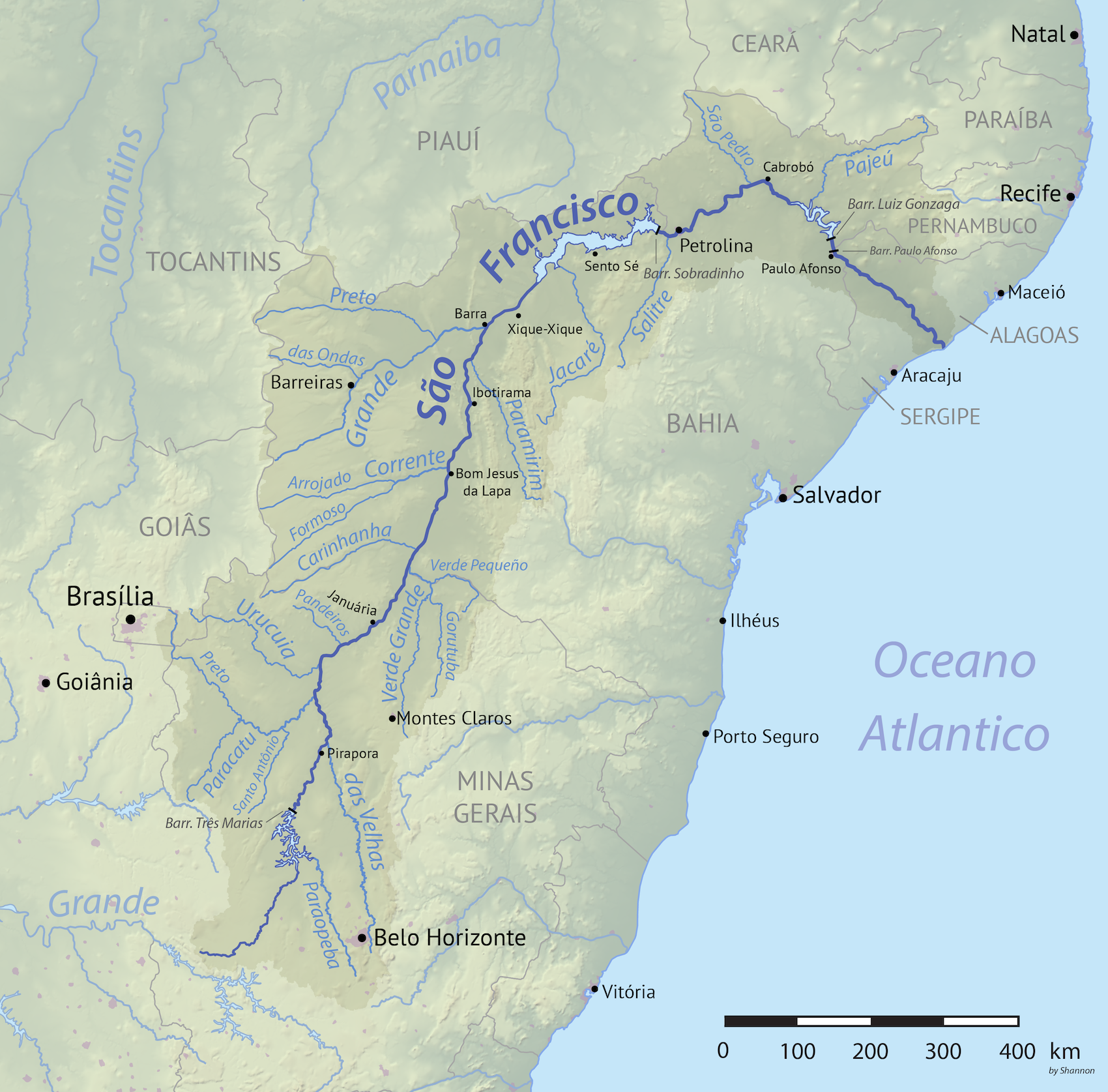
La cuenca del San Francisco.

En el periodo colonial de Brasil fue fundamental en la conexión entre el Sertão Nordestino pecuarista y los centros mineros del Sudeste, por lo que se lo denominó «río de la unidad nacional». La cuenca del San Francisco es la segunda de mayor aprovechamiento hidroeléctrico (sobresaliendo en la Región Sudeste la Fábrica de Tres Marías, que suministra energía a Belo Horizonte y a las siderurgias del río Dulce) y la tercera en potencia (19.700 MW). Es el río que aprovisiona la mayor parte del Nordeste de energía.
El mayor proyecto de riego en su valle es el de Petrolina-Juazeiro. Aunque sea un río de planalto, el Son Francisco es navegable desde Pirapora(MG) hasta Juazeiro(BA)/Petrolina(PE). La navegación a vapor hecha entre estos puntos extremos del río pasó a ser secundaria en vista de las dificultades de la misma por la colmatación, además de la construcción de las hidroeléctricas y de carreteras.
Hoy se asiste, de nuevo, a la polémica del trasvase del 5% del caudal fluvial medio del San Francisco a los ríos Paraíba, Piranhas y Apodi, uniendo así, por canales de 120 km, con el río Jaguaribe.